# Хребет (метеорология)

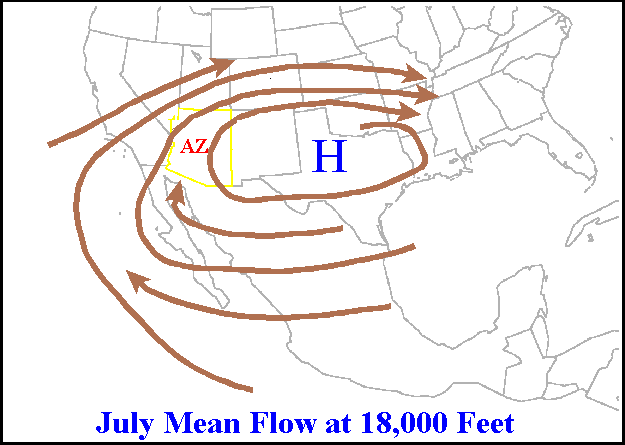
Линия гребня, проходящая слева от центра высокого давления («H»).

Хребет (метеорология), гребень (метеорология), барометрический гребень — термин в метеорологии, описывающий вытянутую область c относительно высоким по сравнению с окружающей средой атмосферным давлением, внутри которой отсутствует замкнутая циркуляция.
Хребет возникает в области максимальной антициклонической кривизны ветрового потока. Хребет берет начало в центре антициклона и зажат между двумя областями низкого давления, а область максимальной кривизны называется «линией хребта». Хребет противоположен барической ложбине.

## Описание
Хребты могут быть изображены двумя способами:
- На cиноптических картах поверхности изобары давления образуют контуры, где максимальное давление находится вдоль оси хребта.
- На картах верхних слоев атмосферы изолинии геопотенциальной высоты образуют аналогичные контуры, где максимум определяет хребет.

## Сопутствующие атмосферные явления

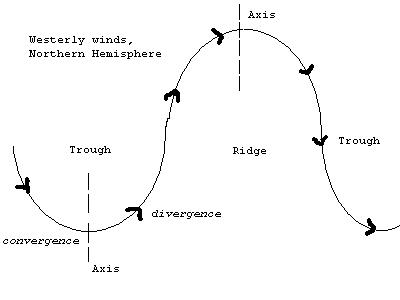
Воздушный поток вокруг впадин и хребтов в верхней тропосфере.

Учитывая направление ветров вокруг антициклонической циркуляции и тот факт, что погодные системы движутся с запада на восток:

- перед верхним хребтом существует воздушный поток, который приходит из полярных регионов и приносит холодный воздух.
- за линией верхнего хребта существует поток, идущий с экватора и приносящий мягкий воздух.

Поверхностные гребни, как и максимумы, создают хорошую погоду, потому что они развиваются при сходимости окон в зоне адвекции отрицательной завихренности перед гребнем верхнего уровня. Вертикальное движение воздуха вниз затем приводит к расхождению ветров вблизи поверхности. Оседание воздуха вызывает потепление в колонне по сравнению с предыдущей средой и, следовательно, ее высыхание, поскольку ее относительная влажность уменьшается, что приводит к очищению неба.

### Субтропический хребет

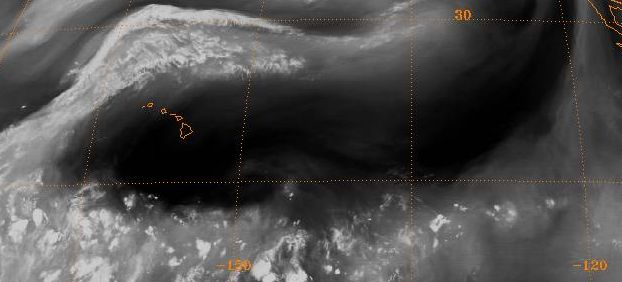
Облака рассеиваются в субтропическом хребте.

Важным атмосферным хребтом является субтропический хребет. Это ряд хребтов вблизи конских широт, характеризующихся в основном спокойными ветрами, которые снижают качество воздуха под его осью, вызывая туман ночью и дымку в дневное время в результате стабильной атмосферы, находящейся вблизи его местоположения. Воздух, спускающийся из верхней тропосферы, выходит из его центра на уровне
поверхности в направлении верхних и нижних широт каждого полушария, создавая как пассаты, так и западные ветры.

### Блокировка гребня
Блоки в метеорологии — это крупномасштабные закономерности в поле атмосферного давления, которые являются почти стационарными, эффективно «блокируя» или перенаправляя миграционные циклоны. Эти блоки могут оставаться на месте в течение нескольких дней или даже недель, в результате чего в районах, затронутых ими, в течение длительного периода времени будет наблюдаться одинаковая погода
(например, осадки в одних районах, ясное небо в других). Верхние гребни часто ассоциируются с такими блоками, особенно в «Омега-блоках».